# Porta Carmentalis
Porta Carmentalis – podwójna brama w murze serwiańskim, nazwana od pobliskiego sanktuarium bogini Karmenty u podnóża Kapitolu, w miejscu, gdzie droga Vicus Iugarius wychodziła z miasta. Prawa część bramy (dla wychodzących), zwana dexter ianus, miała złowróżbną sławę z powodu klęski rodu Fabiuszy i była nazywana porta Scelerata („Przeklęta Brama”) – obowiązywały przy niej specjalne zasady wejścia i wyjścia. Brama bywa utożsamiana z pozostałościami z IV wieku p.n.e. odkrytymi na północny zachód od świątyń Fortuny i Matuty, choć nie ma pewności, czy znajdowały się tam dwa przejścia. Współcześnie uważa się, że było tylko jedno. Mimo to badacze tacy jak Coarelli i Ruggiero uznają tę identyfikację, lokując bramę w rejonie południowego krańca Kapitolu, świątyń Fortuny i Matuty oraz świątyń na Forum Holitorium. Dokładne położenie bramy pozostaje jednak niepewne. Próby uznania jej za Porta Triumphalis nie znajdują potwierdzenia w źródłach .

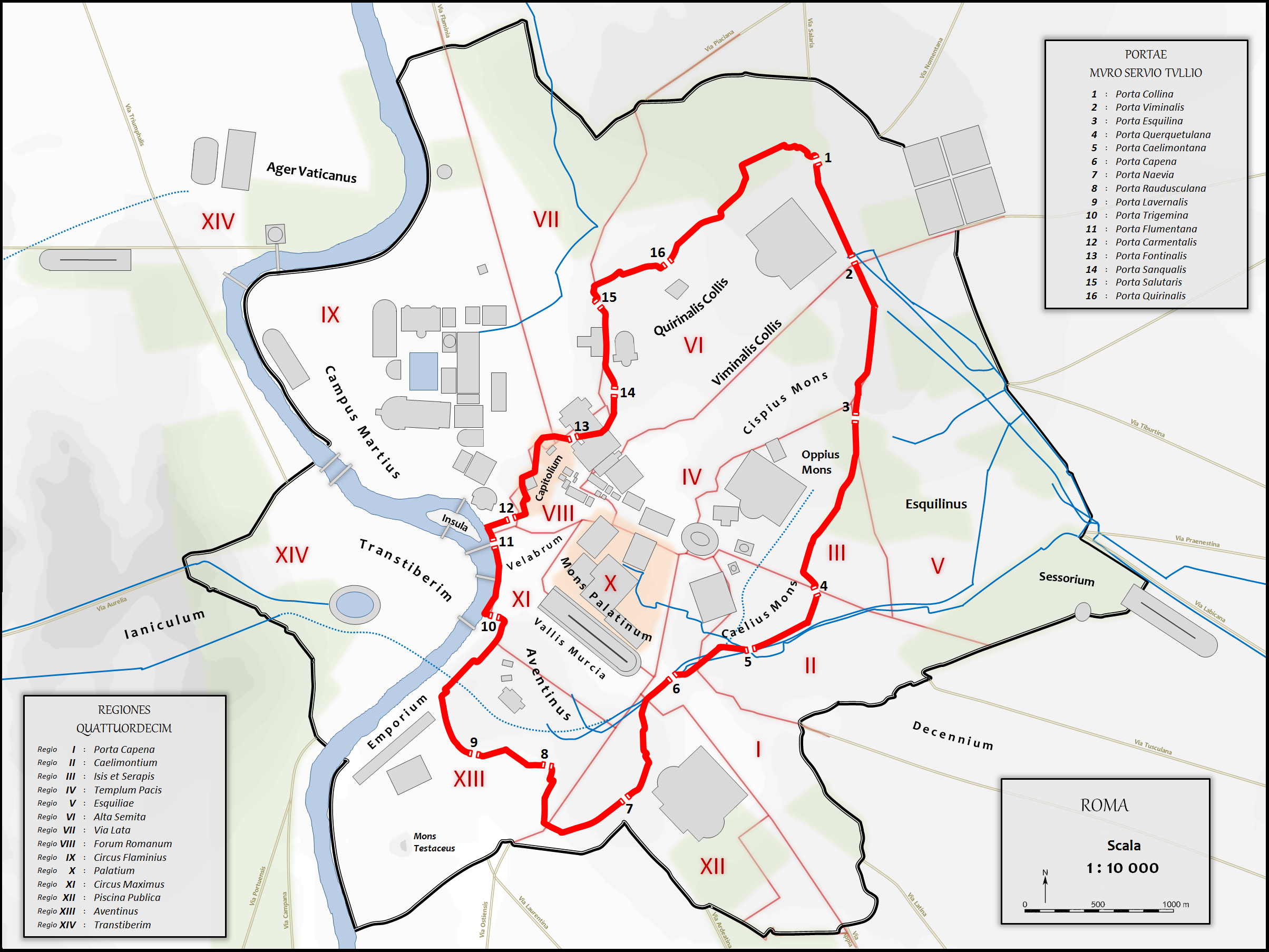
Prawdopodobna lokalizacja (nr 12) Porta Carmentalis na planie
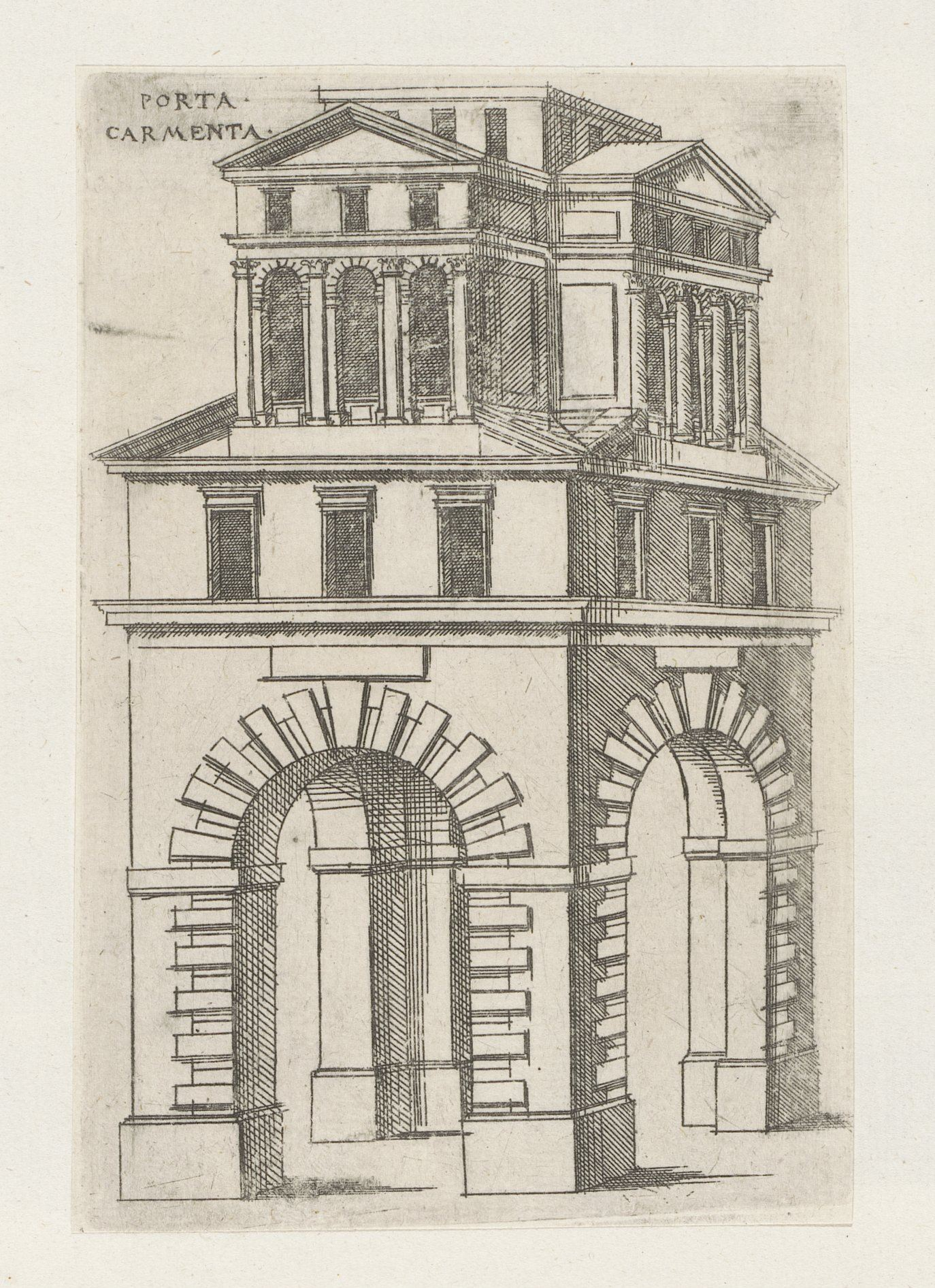
Porta Carmentalis w albumie Jacques'a Androueta (1584)